# Tortal
Das Tortal im Karwendelgebirge ist ein Seitental des Rißtals und wird vom Torbach durchflossen, der von Süden her über eine Klamm in das Tal des Rißbachs mündet. Über dem deutlich höher gelegenen Talboden des Tortals erheben sich als dessen südliche Begrenzung die Torwände, mit denen die Nördliche Karwendelkette hier nach Norden abfällt. Deren östliche Ausläufer fassen mit Nördlichem und Südlichem Stuhlkopf das Tal von Osten her ein, das im Bogen um den Torkopf nach Westen hin steil ansteigt und am Talschluss in der Torscharte einen Übergang zum Rohntal bietet.

## Touren
Die Gebäude von Niederleger und Hochleger der Alm im Tortal werden nicht gastwirtschaftlich genutzt, die Fahrstraße zum Niederleger ist für den öffentlichen Verkehr gesperrt. Durch das Tortal führen bekannte Wander-, Schnee- und Skitouren über die Torscharte.